# Anna Haagová
Anna Haagová, rozená Anna Hanssonová (* 1. června 1986 Köping), je bývalá švédská běžkyně na lyžích. Závodila za klub IFK Mora SK.

## Největší úspěchy
V závodě Světového poháru dospělých poprvé startovala 18. 11. 2006 ve švédském Gällivare. Na Mistrovství světa v klasickém lyžování startovala poprvé v Liberci 2009 a získala tam bronzovou medaili v závodu štafet. Při svém prvním staru na ZOH obsadila ve Vancouveru 2010 4. místo v běhu na 10 km volně. Na stejné olympiádě pak dosáhla životního úspěchu ziskem dvou stříbrných medailí – v kombinaci na 15 km a v týmovém sprintu (s Charlotte Kallaovou). V závodech Světového poháru v běhu na lyžích byla zatím nejlépe dvakrát třetí (21. 11. 2009 v Beitostølenu 10 km volně a 20. prosince 2009 v Rogle 15 km klasicky). V celkovém pořadí Tour de Ski byla třináctá (2007/08) a sedmá (2008/09).

## Osobní život
Je svobodná a žije v Moře. Jejím přítelem je švédský běžec na lyžích Emil Jönsson. Na jaře 2008 změnila své příjmení z Hanssonová na Haagová, což je rodné příjmení její matky.